# Martin III. Brajković
Martin III. Brajković (Senj, 1668. – Zagreb, 1708.), senjski i zagrebački biskup.

## Život
Rođen je u Senju oko 1668. godine. Stjecao je izobrazbu kod isusovaca u Rijeci, Beču i Trnavi, zatim u Zagrebu i Grazu, a bio je i pitomac germansko-ugarskoga zavoda u Rimu.
Godine 1692. postaje senjskim kanonikom, a tri godine kasnije i zagrebačkim kanonikom. U rujnu 1698. imenovan je senjskim biskupom, a 1703. zagrebačkim.
Zaslužan je za popravak biskupske rezidencije u Pokupskom koju su razorili Turci, a nekoć zauzete posjede vratio je u crkveno vlasništvo. Odlučno se protivio naseljavanju Vlaha u Lici. Bio je banski namjesnik, a zajedno s podbanom Petrom Keglevićem upravljao je Hrvatskom.
Branio je i zauzimao se za prava hrvatskog kraljevstva pred nasrtajima varaždinskih krajiških zapovjednika. Nakon oslobođenja Slavonije, držao je kako granica između Zagrebačke i Pečuške biskupije treba biti hitno uređena, a prostrana Zagrebačka biskupija uzdignuta na rang nadbiskupije te crkveno razlučena od Kaločko-bačke nadbiskupije.